# دان کاستلو
دان کاستلو (انگلیسی: Don Costello؛ ‏ ۵ سپتامبر ۱۹۰۱ – ۲۵ اکتبر ۱۹۴۵) بازیگر اهل ایالات متحده آمریکا بود. وی بین سال‌های ۱۹۲۹ تا ۱۹۴۵ میلادی فعالیت می‌کرد.
از فیلم‌هایی که وی در آن نقش داشته‌است، می‌توان به آقای جردن وارد می‌شود، کوکب آبی، یه مرد لاغر دیگه، دفاع غیرنظامی، سوت‌زن، دانشکده، بازگشت طولانی جونز و به شکار ارواح می‌رویم اشاره کرد.